# Santo Antônio do Aventureiro

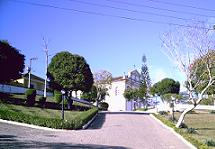
Praça Barão da Conceição

Santo Antônio do Aventureiro é um município brasileiro do estado de Minas Gerais. Sua população estimada em 2004 era de 3.526 habitantes.

## História
As primeiras citações a respeito da existência de Santo Antônio do Aventureiro são da Diligência de São Martinho 1784, e narram a existência do córrego do Aventureiro. Segundo lendas, foi na margem desse córrego que José Xavier de Barros, fundou uma povoação no dia de Santo Antônio. A origem do nome refere-se que no século XVIII,  no intuito de controlar o tráfico de ouro das Minas Gerais, a coroa portuguesa transformou as terras da região do Leste da Zona da Mata,  em "Áreas Proibidas" onde era proibido fixar-se moradia, destruir as matas e matar os animais. Logo criou-se a prejorativa de "covil de onças", uma região muito perigosa que atraia somente aventureiros.             
Santo Antônio do Aventureiro foi estabelecido como distrito pela lei provincial nº 3442 de 1887 integrado ao município de Mar de Espanha, ao qual permaneceu vinculado até 1938, quando foi transferido pelo decreto-lei estadual nº 148 para o município de Além Paraíba, do qual viria a emancipar-se em 1962 pela lei estadual nº 2764 de 30 de dezembro. O município de Santo Antônio do Aventureiro foi instalado em 1º de março de 1963.
Atualmente Santo Antônio do Aventureiro é  constituído  de  dois  distritos: a sede e São Domingos.   

## Geografia
O município localiza-se na Mesorregião da Zona da Mata mineira, estando a sede distante 286 km por rodovia da capital Belo Horizonte.
A altitude da sede é de 630 m, possuindo como ponto culminante o Pico dos Cocais (1063 m). O clima é do tipo Tropical de altitude com chuvas durante o verão e temperatura média anual em torno de 19,3°C, com variações entre 15°C (média das mínimas) e 23°C (média das máximas). (ALMG)
O município integra a bacia do rio Paraíba do Sul, sendo banhado pelos rios Angu e Aventureiro.

## Demografia
Dados do Censo - 2000
População Total: 3.514
- Urbana: 2.037
- Rural: 1.477
- Homens: 1.805
- Mulheres: 1.709

(Fonte: AMM)
Densidade demográfica (hab./km²): 17,3
Mortalidade infantil até 1 ano (por mil): 33,1
Expectativa de vida (anos): 68,6
Taxa de fecundidade (filhos por mulher): 2,1
Taxa de Alfabetização: 77,9%
Índice de Desenvolvimento Humano (IDH-M): 0,709
- IDH-M Renda: 0,614
- IDH-M Longevidade: 0,726
- IDH-M Educação: 0,786

(Fonte: PNUD/2000)